# Каломельный электрод
Каломе́льный электро́д — электрод 2-го рода, использующийся в качестве электрода сравнения в электрохимической ячейке. Каломельный электрод состоит из платиновой проволочки, погружённой в каплю ртути, помещённую в насыщенный каломелью раствор хлорида калия определённой концентрации. Схематически электрохимическую систему электрода записывают следующим образом: {\displaystyle {\ce {Pt|Hg|Hg2Cl2|Cl^-}}}.

## Потенциал каломельного электрода
Уравнение окислительно-восстановительного процесса, протекающего на каломельном электроде, имеет вид:
{\displaystyle {\ce {Hg2Cl2({\text{тв}}){}+2e^{-}<=>2Hg^{0}{}+2Cl^{-}}}}.
Уравнение Нернста для каломельного электрода может быть записано следующим образом:
{\displaystyle E_{{\text{Hg}}_{2}{\text{Cl}}_{2}/{\text{Hg}}}=E_{{\text{Hg}}_{2}{\text{Cl}}_{2}/{\text{Hg}}}^{0}+{\frac {RT}{2F}}\ln {\frac {a_{{\text{Hg}}_{2}{\text{Cl}}_{2}}}{a_{{\text{Cl}}^{-}}^{2}{\cdot {a_{{\text{Hg}}^{0}}^{2}}}}}=E_{{\text{Hg}}_{2}{\text{Cl}}_{2}/{\text{Hg}}}^{0}-{\frac {RT}{2F}}\ln {a^{2}}_{{\text{Cl}}^{-}},}
где {\displaystyle E^{0}} — стандартный электродный потенциал процесса,
{\displaystyle a_{{\text{Cl}}^{-}}} — активность хлорид-ионов в растворе, так как {\displaystyle {\ce {Hg2Cl2}}} и {\displaystyle {\ce {Hg}}} — твёрдые фазы, их активность равна 1.
{\displaystyle T} — абсолютная температура,
{\displaystyle R} — универсальная газовая постоянная,
{\displaystyle F} — электрохимическая постоянная Фарадея.
Таким образом, потенциал каломельного электрода зависит только от температуры и активности хлорид-ионов. Практически обычно используется насыщенный раствор {\displaystyle {\ce {KCl,}}} в этом случае потенциал насыщенного каломельного электрода зависит только от температуры и составляет 243,8 мВ при 25 °C.
Достоинством насыщенных каломельных электродов является хорошая воспроизводимость потенциала. Они работоспособны при температурах до 80 °C, при более высоких температурах начинается разложение каломели. Ввиду токсичности ртути содержащейся в каломельных электродах, в настоящее время они применяются сравнительно редко.